# Mădulari
Mădulari es una comuna ubicada en el distrito Vâlcea, Rumania.

## Superficie
Posee una superficie de 34,0 kilómetros cuadrados.

## Demografía
Hasta 2021 la población era de 1197 habitantes, con una densidad de población de 35,21 habitantes por kilómetro cuadrado.